# Trung Thành Đông
Trung Thành Đông là một xã cũ thuộc huyện Vũng Liêm, tỉnh Vĩnh Long, Việt Nam.

## Địa lý
Xã Trung Thành Đông có diện tích 11,84 km², dân số năm 1999 là 5.143 người, mật độ dân số đạt 434 người/km².

## Hành chính
Xã Trung Thành Đông được chia thành 6 ấp: Đại Hòa, Đại Nghĩa, Đức Hòa, Hòa Thuận, Phú An, Phú Nông.

## Ảnh

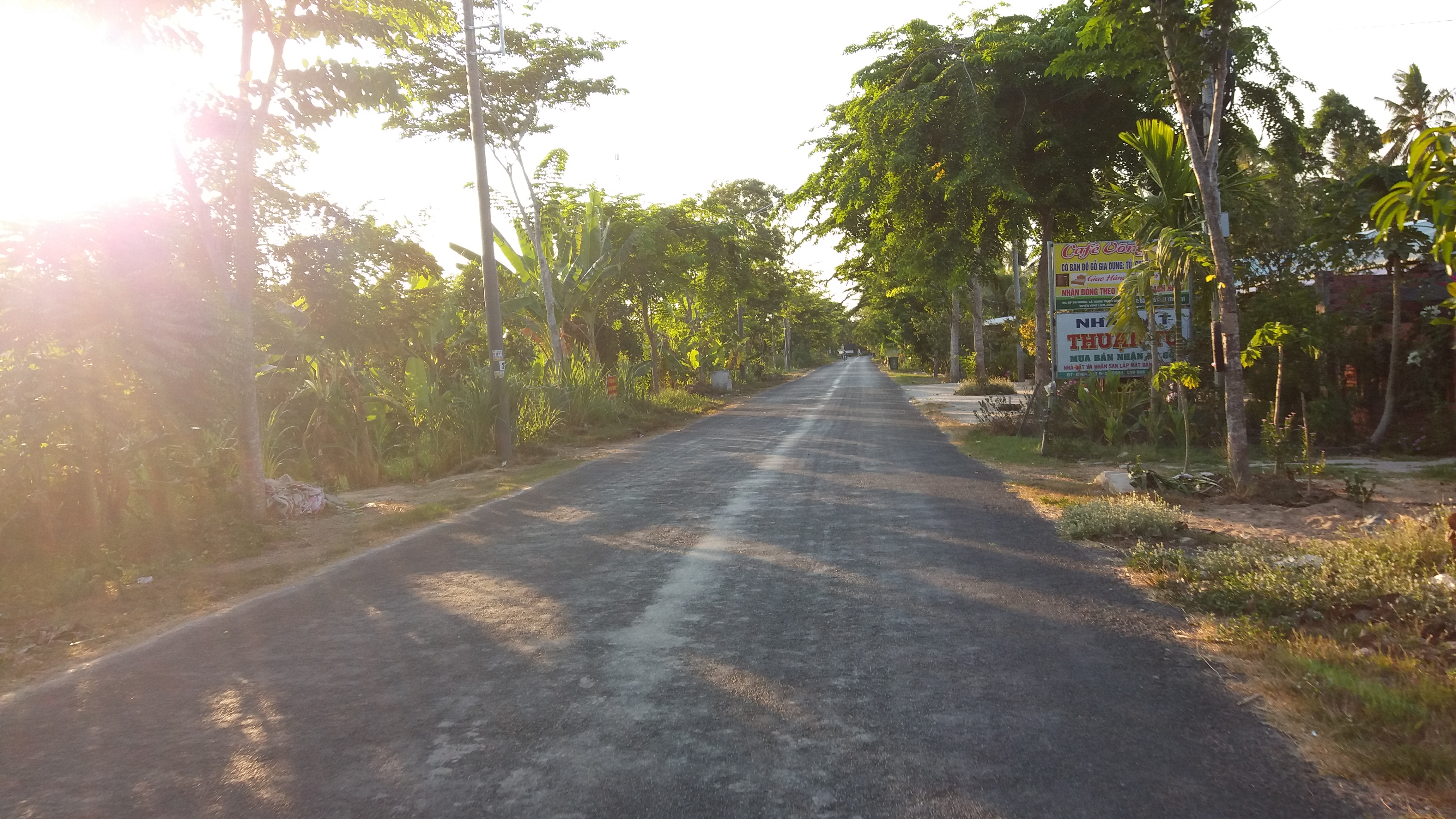
Tỉnh lộ 907
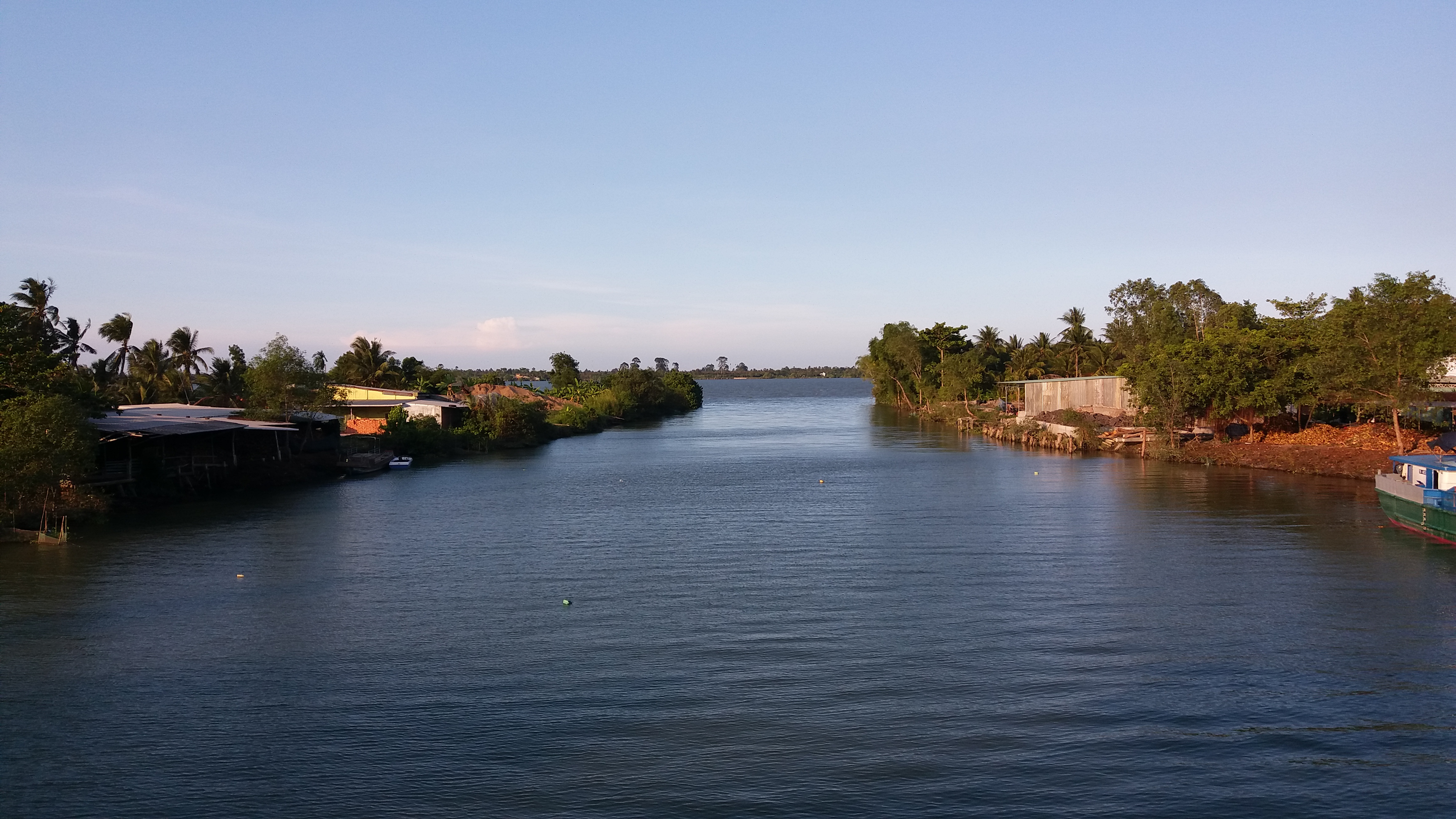
Cửa một con sông nhỏ đổ vào sông Cổ Chiên
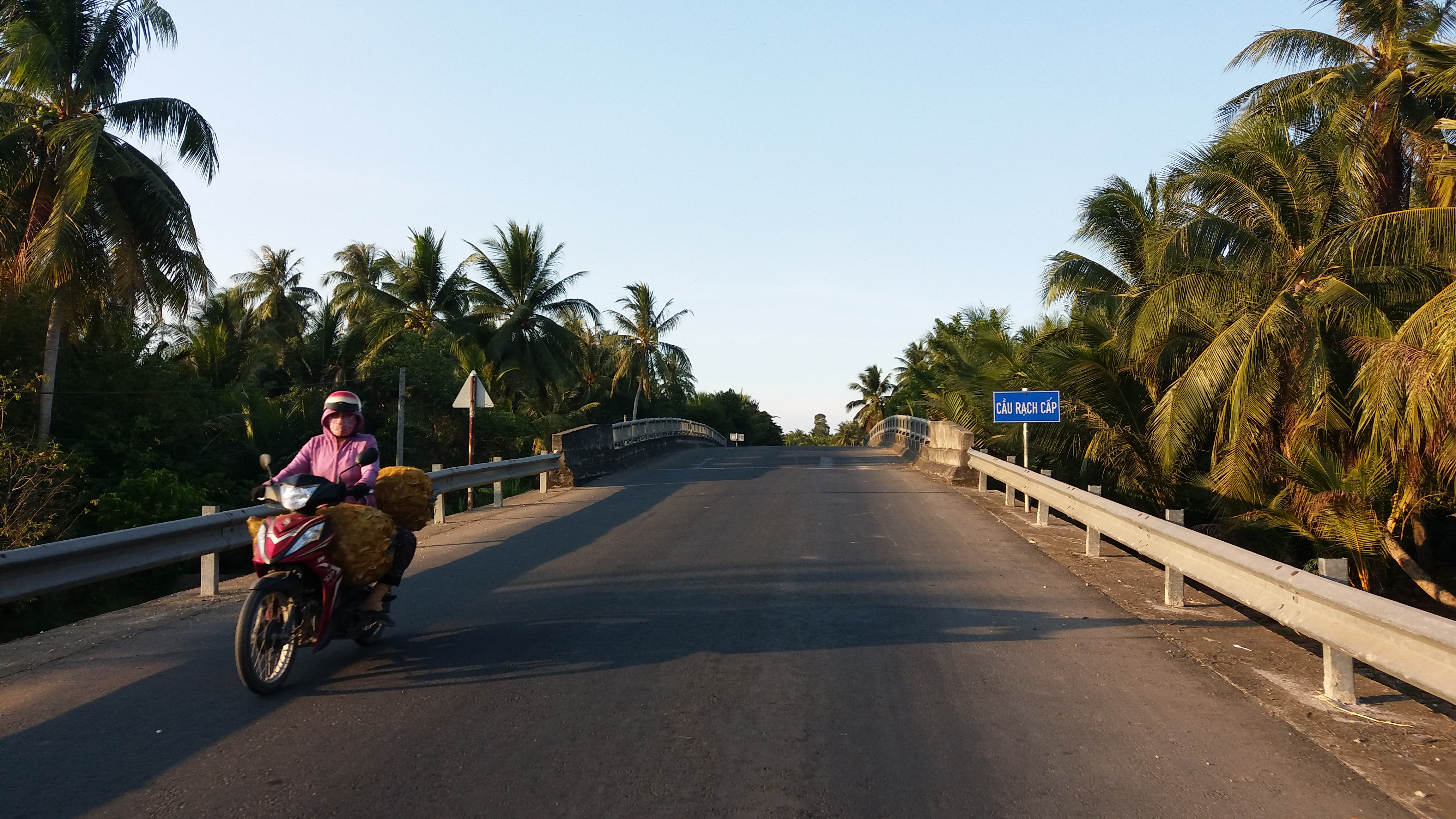
cầu Rạch Cấp